# Cogolludo
Cogolludo – gmina w Hiszpanii, w prowincji Guadalajara, w Kastylii-La Mancha, o powierzchni 96,87 km². W 2011 roku gmina liczyła 656 mieszkańców.